# الفيض (عالم)
الفيض هو اسم مؤلف كيميائي مسلم عربي غير معروف، ربما من العصور الوسطى. لا يُعرف عنه شيء، باستثناء بعض الاستشهادات وكتاباته في القرن الرابع عشر.

وقد أثرت رمزيته المجازية على خيال الصورة في المخطوطتين الخيميائيتين المعروفتين باسم سبليندور سوليس [الإنجليزية] ولامسبرينج. كما استُشهد به بشكل مباشر وغير مباشر في مخطوطة الكيمياء الأوروبية في عصر النهضة المبكر مخطوطة شروق الفجر [الإنجليزية] التي تستشهد بالفيض في روايات مختلفة، فينقل نص أوروبي:
| الفيض (عالم) | قال الفيض إن الشيوخ والصبيان ليمرون بالحكمة في الطرقات والأسواق، فتُداس تحت الأقدام كل يوم، كما تدوسها البهائم والأنعام. وذلك لأن علم الله لا يفنى ولا يضمحل، كما يشهد به الفيض. وقد قال أيضًا: «فمن ظفر بهذا العلم، فقد ظفر بغذاء أبدي لا ينفد وقُوت حياة سرمدي لا يبلى». | الفيض (عالم) |

يظهر أيضًا كيميائي يُدعى الفيض في شكل الحوار في كتاب مسبحة الفلاسفة (باللاتينية: Rosarium Philosophorum)، الذي طُبع لأول مرة في كتاب كتاب من الكيمياء [الإنجليزية]. وفقًا لكارل كريستوف شميدر هناك مخطوطة باليد تُسمى المفاتيح الخمسة لحجر الفلاسفة وأجزاء أخرى من حجر الفلاسفة (باللاتينية: claves de quinque lapide philosophico et alia fragmenti de lapide philosophico componendo) من الفيض في مكتبة دير سان لورينزو في الإسكوريال. إن عمره غير معروف لشيميدر، حيث ذُكر الفيض أيضًا في جمعية الفلاسفة، لكنه يشتبه في أنه قد يتم تصنيفه في العصور الوسطى (القرن الثاني عشر أو قبل ذلك).
وبحسب بونتز، فمن المحتمل أن يكون هو نفسه العالم الفيض الذي ذكره ابن أميل.
كان يُخلط بينه وبين عالم كيميائي عربي آخر في المصادر الأوربية، أسموه أرتفيوس.